# 大浦村 (青森県)
大浦村（おおうらむら）は、かつて青森県にあった村。

## 沿革
- 1889年（明治22年）4月1日 - 町村制施行により中津軽郡賀田村、熊島村、高屋村、横町村、八幡村、鼻和村、植田村が合併し、大浦村が発足。
- 1951年（昭和26年）4月1日 - 大字鼻和を分離し中津軽郡船沢村に編入。
- 1955年（昭和30年）3月1日 - 中津軽郡岩木村、駒越村と合併し、岩木村を新設して消滅。